# Естадио Акрон
„Естадио Акрон“ (на испански: Estadio Akron), известен още като „Зеленият вулкан“ (El Volcán Verde), е многофункционален стадион, разположен в Сапопан, близо до Гуадалахара, в мексиканския щат Халиско. На него домакинските си мачове играе футболният клуб „КД Гуадалахара“, известен още като „Чивас“.
Строителството започва през февруари 2004 година, но поради финансови затруднения завършването се забавя и стадионът е официално открит на 30 юли 2010 г. с приятелски мач срещу „Манчестър Юнайтед“, в който „Гуадалахара“ побеждава с 3:2, а първият гол е отбелязан от Хавиер Ернандес – Чичарито. Първоначално съоръжението е с изкуствена трева, но през май 2012 тя е заменена с естествена трева след критики от играчи и специалисти.
Стадионът е проектиран от френските архитекти Жан-Мари Масо и Даниел Пузе в сътрудничество с международното студио Populous и мексиканския екип VFO Arquitectos. Цената на изграждането е около 200 милиона щатски долара, а капацитетът му е 49 813 зрители.
„Естадио Акрон“ ще бъде едно от спортните съоръжения, където ще се играят мачове от Световното първенство по футбол през 2026 г.
Освен футболни срещи стадионът е домакин на концерти, културни събития и корпоративни прояви.[източник? (Поискан днес)] На стадиона мачове е играл и националният отбор по футбол на Мексико.